# Berry Gordy
Berry Gordy (Detroit, Míchigan, Estados Unidos; 28 de noviembre de 1929) es un productor discográfico y compositor estadounidense, fundador de la casa discográfica Motor City, que poco después se convirtió en Motown Records. 
Entre los éxitos compuestos por Berry, figura la canción «Money (That's What I Want)», y promovió, entre otros artistas, a Smokey Robinson, The Supremes, Marvin Gaye, The Temptations, Jimmy Ruffin, The Four Tops, Gladys Knight & the Pips, The Commodores, The Velvelettes, Martha and the Vandellas, Stevie Wonder y The Jackson 5.
Gordy abandonó la Northeastern High School en Detroit, Míchigan, y siguió una carrera de boxeo de peso pluma antes de unirse al Ejército de los Estados Unidos (C. 1951-1953). Poco tiempo después regresó a Detroit para abrir una tienda de discos y comenzar a producir grabaciones de sus propias composiciones.[cita requerida]
Cuando Gordy fundó Motown, estaba en la cúspide de la escena musical negra de Detroit y ya había descubierto a Smokey Robinson. A principios de la década de 1960, Motown produjo una serie de éxitos, entre ellos "Dancing in the Street", de Martha y los Vandellas, y "My Girl", de The Temptations. En esa época también aparecieron The Supremes, su primera superestrella de Motown. Impulsado por Diana Ross, el grupo se convirtió en uno de los tríos cantantes femeninos más exitosos de todos los tiempos.[cita requerida]
A principios de la década de 1970, Gordy trasladó la empresa a Hollywood y comenzó a producir películas, entre ellas Lady Sings the Blues (1972), el debut cinematográfico de Diana Ross como Billie Holiday.[cita requerida]
A mediados de la década de 1980, la compañía contaba con ingresos anuales de más de $100 millones, y Motown había registrado más de 50 éxitos número uno en la lista de sencillos pop de Billboard. Sin embargo, enfrentándose a la creciente competencia de los grandes conglomerados de medios, Gordy vendió la compañía discográfica en 1988. Más tarde escribió Motown: The Musical, que se estrenó en Broadway en el 2013 y debutó en el West End de Londres en el 2016.[cita requerida]
Gordy recibió un homenaje por su trayectoria en los American Music Awards en 1975, fue incluido en el Salón de la Fama del Rock and Roll en 1988. En 1994 publicó una autobiografía, To Be Loved: The Music, the Magic, the Memories of Motown.[cita requerida]

## Biografía
Nació en Detroit, el 28 de noviembre de 1929. Su padre trabajaba como contratista en pintura y enyesado, y su madre en una inmobiliaria. Fue el séptimo de una familia de ocho hermanos originaria del estado de Georgia.
En su adolescencia dejó el colegio para ser boxeador, pero finalmente prestó su servicio militar en la guerra de Corea y terminó su estudio de colegio en 1951.
En 1953 abre una tienda de discos de jazz llamada 3-D Record Mart, con el apoyo económico de su familia. En 1955 el negocio quebró y Gordy comenzó a trabajar en la línea de ensamblado de la Ford.
Sin embargo, no dejó de insistir en su pasión por la música y enviaba demos de sus composiciones a diferentes concursos. En 1957 Jackie Wilson grabó Reet Petite, una canción que Gordy escribió junto a dos de sus hermanos.
Así se introdujo en el negocio de la música y comenzó a trabajar junto a The Miracles. El 12 de enero de 1959, nuevamente con el apoyo financiero de su familia (800 dólares), fundó Tamla Records que luego de tres años fusionó con su segundo proyecto, Motown, conservando este último nombre (Motor-Town, pueblo de motores).
La década de 1960 será testigo del impacto de esta compañía a través de los trabajos realizados por Marvin Gaye, Stevie Wonder, Martha Reeves, Diana Ross & The Supremes, The Temptations, The Jackson Five, Lionel Richie y Michael Jackson, entre otros.
A partir de la década de 1970 el éxito de la empresa se redujo notablemente, pero no así su influencia que sigue hasta hoy.
En julio de 1988, Gordy vendió los archivos de Motown a MCA por US$61 millones, quien a su vez los vendió a Polygram por US$325 millones de 1993. A finales de 1994 se publica la biografía oficial de Gordy.
Gordy entró al salón de la fama del rock and roll en 1990.
En 1995 se lanza el álbum Tributo a Berry Gordy.
Es el padre de Stefan Kendal Gordy (Redfoo) (n. 3 de septiembre de 1975) y el tío abuelo de Skyler Austen Gordy (Sky Blu) (n. 23 de agosto de 1986), ambos famosos cantantes que conformaron el dúo LMFAO desde 2006 hasta 2012.